# Owen Marks
Owen Marks (* 8. August 1899 in Großbritannien; † 18. September 1960 in Los Angeles, Kalifornien, USA) war ein britisch-US-amerikanischer Filmeditor.

## Leben
Marks erster Film war die 1924 entstandene Komödie Listen Lester unter Regisseur William A. Seiter. Ab Ende der 1920er-Jahre folgten regelmäßige Engagements für namhafte Hollywood-Produktionen, darunter Der versteinerte Wald (1936) und Geheimbund Schwarze Legion (1937). In Chicago – Engel mit schmutzigen Gesichtern (1938) arbeitete Marks erstmals mit Regisseur Michael Curtiz zusammen. Diverse weitere gemeinsame Filme sollten folgen, darunter Günstling einer Königin (1939) und der Filmklassiker Casablanca (1942), für dessen Schnitt er eine Oscar-Nominierung erhielt. Ein Jahr später wurde Marks erneut für den Oscar nominiert, wieder für einen Curtiz-Film (Janie). Weitere Produktionen, bei denen Marks zum Einsatz kam, sind Der Schatz der Sierra Madre (1948) von John Huston und Jenseits von Eden (1955) von Elia Kazan. Sein letzter Film war Sein Name war Parrish (1961) unter Delmer Daves, bevor er im Alter von 61 Jahren verstarb.

## Filmografie (Auswahl)
- 1929: Disraeli
- 1931: Alexander Hamilton
- 1932: Badenix (You Said a Mouthful)
- 1932: Die große Pleite (The Crash)
- 1932: Der Rächer des Tong (The Hatchet Man)
- 1933: Urlaub vom Thron (The King's Vacation)
- 1934: Das Mädel aus der Unterwelt (Upperworld)
- 1935: Frisco Kid
- 1936: Der versteinerte Wald (The Petrified Forest)
- 1936: China Clipper
- 1937: Geheimbund Schwarze Legion (Black Legion)
- 1937: Slim
- 1937: It’s Love I’m After
- 1938: Chicago – Engel mit schmutzigen Gesichtern (Angels with Dirty Faces)
- 1939: Oklahoma Kid (The Oklahoma Kid)
- 1939: Günstling einer Königin (The Private Lives of Elizabeth and Essex)
- 1939: Ich war ein Spion der Nazis (Confessions of a Nazi Spy)
- 1940: Keine Zeit für Komödie (No Time for Comedy)
- 1941: Mr. X auf Abwegen (Footsteps in the Dark)
- 1941: Der Herzensbrecher (Affectionately Yours)
- 1941: Blues in the Night
- 1942: Casablanca
- 1943: Botschafter in Moskau (Mission to Moscow)
- 1944: Fahrkarte nach Marseille (Passage to Marseille)
- 1944: Janie
- 1945: Pride of the Marines
- 1946: Nora Prentiss
- 1947: Das tiefe Tal (Deep Valley)
- 1947: Besuch in Kalifornien (The Man I Love)
- 1948: Die Braut des Monats (June Bride)
- 1948: Der Schatz der Sierra Madre (The Treasure of the Sierra Madre)
- 1949: Vogelfrei (Colorado Territory)
- 1949: Sprung in den Tod (White Heat)
- 1950: Frauengefängnis (Caged)
- 1950: The West Point Story
- 1950: Zwischen zwei Frauen (Bright Leaf)
- 1950: Der Panther (Highway 301)
- 1951: Keinen Groschen für die Ewigkeit (Force of Arms)
- 1951: In all meinen Träumen bist Du (I’ll See You in My Dreams)
- 1951: Meuterei im Morgengrauen (Inside the Walls of Folsom Prison)
- 1952: Gauner mit weißer Weste (Stop, Your’re Killing Me)
- 1953: Ärger auf der ganzen Linie (Trouble Along the Way)
- 1954: Das blonde Glück (Lucky Me)
- 1955: Jenseits von Eden (East of Eden)
- 1955: Wolkenstürmer (The McConnell Story)
- 1958: Von Panzern überrollt (Darby's Rangers)
- 1959: Die Sommerinsel (A Summer Place)
- 1961: Jenseits des Ruwenzori (The Sins of Rachel Cade)
- 1961: Sein Name war Parrish (Parrish)